# Cussangy
Cussangy é uma comuna francesa na região administrativa de Grande Leste, no departamento de Aube. Estende-se por uma área de 21,39 km². Em 2010 a comuna tinha 228 habitantes (densidade: 10,7 hab./km²).